# Cerro Solo
Cerro Solo är ett berg och en vulkan i Chile på gränsen till Argentina. Det ligger i provinsen Provincia de Copiapó och regionen Región de Atacama, i den nordöstra delen av landet. Toppen på Cerro Solo är 6 190 meter över havet, eller 682 meter över den omgivande terrängen.
Den högsta punkten i närheten är Tres Cruces Sur, 6 715 meter över havet, väster om Cerro Solo.
Trakten runt Cerro Solo är ofruktbar med lite eller ingen växtlighet.